# Schussspur
Schussspuren umfassen die mechanischen Beschädigungen und Schmauchspuren von indirekten oder direkten Schüssen. Sie können an Personen wie auch an Sachen festgestellt und gesichert werden.
Zu finden sind sie im Wesentlichen am getroffenen Objekt sowie an Bestandteilen der Munition wie Patronen, Projektilen, Schrotmunition, Munition – dort sind Individualspuren der Ursprungswaffe sowie deren Systemmerkmale feststellbar.
Sie entstehen vorrangig durch aufgesetzte Schüsse (absolute Nähe) oder Nahschüsse (relative Nähe) zum Objekt und hinterlassen dort Ablagerungen ihrer metallischen Zusammensetzung. Untersuchungen zu den Merkmalen werden von Gerichtsmedizinern, Forensikern und Kriminalisten vorgenommen.  